# 莉萨·卡拉瑟斯
莉萨·卡拉瑟斯（英語：Lisa Carruthers，1970年7月8日—），旧姓鲍威尔（Powell），澳大利亚女子曲棍球运动员。她曾代表澳大利亚国家队参加1992年、1996年和2000年夏季奥林匹克运动会曲棍球比赛，获得二枚金牌。

## 家庭
丈夫斯图尔特·卡拉瑟斯。妹妹卡特里娜·鲍威尔。